# كارول س. برات
كارول س. برات (بالإنجليزية: Carroll C. Pratt)‏ هو عالم نفس أمريكي، ولد في 27 أبريل 1894 في نورث بروكفيلد في الولايات المتحدة، وتوفي في 8 أكتوبر 1979 في برينستون في الولايات المتحدة.